# Tex Schramm
Texas Earnest Schramm, Junior (* 2. Juni 1920 in San Gabriel, Kalifornien; † 15. Juli 2003, Dallas, Texas) war ein US-amerikanischer Sportjournalist, Sportfunktionär und General Manager der Dallas Cowboys.

## Laufbahn

### Vor den Dallas Cowboys
Schramm studierte Journalismus an der University of Texas. Von 1947 bis 1956 war er bei der Geschäftsleitung der Los Angeles Rams beschäftigt und war dort für die Öffentlichkeitsarbeit verantwortlich. 1957 arbeitete er für den amerikanischen Fernsehsender CBS. Auf Anregung von Schramm baute CBS die Berichterstattung über die Winterolympiade 1960 aus Squaw Valley wesentlich aus.

### Dallas Cowboys
1960 expandierte die National Football League (NFL). Für 600.000 US-Dollar wurde eine Franchise an zwei Geschäftsleute aus Texas vergeben, die für die NFL in Dallas – die Dallas Cowboys – ansiedelten. Die Cowboys hatten in der eigenen Stadt Konkurrenz. Bis 1963 spielten die Dallas Texans, eine Mannschaft der 1960 gegründeten AFL, in unmittelbarer Nachbarschaft, bis dieses Team nach Kansas City umzog. Tex Schramm wurde als General Manager der Cowboys eingesetzt, Tom Landry wurde Head Coach. Das erste Spieljahr der Cowboys verlief katastrophal, kein Spiel konnte gewonnen werden. Im Laufe der folgenden Jahre konnten Schramm und Landry die Mannschaft allerdings zu einem Spitzenteam aufbauen, welches schnell den Spitznamen: „America’s Team“ erhielt. 1966 war er einer der Protagonisten für die Zusammenarbeit der NFL mit der Konkurrenzliga AFL, die zunächst zu einem gemeinsamen Endspiel führte, das AFL-NFL World Championship Game und danach 1970 in einer Fusion der beiden Ligen endete. Schramm war auch an der Weiterentwicklung des Regelwerkes der NFL beteiligt.

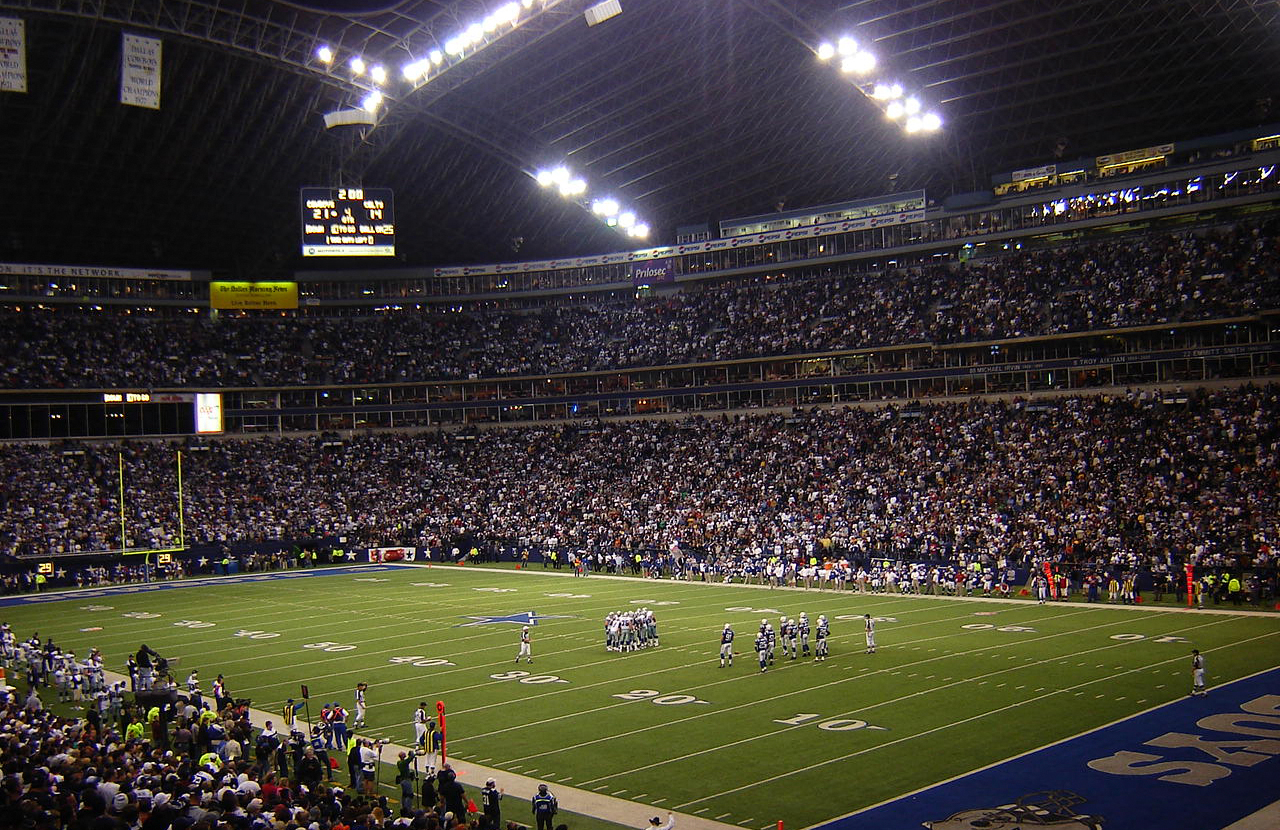
Texas Stadium mit dem Ring of Honor

Während der Ära von Tex Schramm zogen die Cowboys fünfmal in den Super Bowl ein. Der Super Bowl VI und der Super Bowl XII konnten jeweils gewonnen werden. Der Dallas Cowboys Ring of Honor, ein Band, welches um das Texas Stadium herumlief und auf welchem die Cowboys besonders verdiente Spieler ehrten, wurde von ihm eingeführt. Auch die Dallas Cowboys Cheerleader sind auf eine Idee von Schramm zurückzuführen.
Nachdem Jerry Jones 1989 die Cowboys gekauft hatte, entließ dieser den langjährigen Trainer der Mannschaft, Tom Landry. Schramm trat aus Verärgerung über diese Entscheidung von seinem Amt zurück.

### Nach den Dallas Cowboys
1990 wurde Schramm der erste Präsident der World League of American Football. Schramm war verheiratet und hatte drei Töchter. Er ist im Restland Memorial Park in Dallas beerdigt.

## Ehrungen
Schramm ist seit 2003 Mitglied in der Pro Football Hall of Fame und befindet sich in der Texas Sports Hall of Fame. Er wird auf dem Dallas Cowboys Ring of Honor geehrt. Die Aufnahme erfolgte im Jahr 2003 posthum.